# 山水電気
山水電気株式会社（さんすいでんき）は、1944年に創業し東京都に本社を置き音響機器の製造を手掛けていた企業。2014年7月9日に破産した。

## 社名・社是・理念
創業者の菊池幸作は山水電気の社名を社是で「山のごとき不動の理念と水の如き潜在の力」と表現した。経営理念としては「高品質・高信頼性」をモットーにして得意のトランスを基調にHi-Fiアンプの生産・販売を1954年（昭和29年）に開始した。90%以上を日本国外で販売して高級アンプのブランド“sansui”として知られた。

## 歴史
1944年に菊池幸作が東京都渋谷区で山水電気製作所として個人創業。創業時はトランスの生産・販売が主な事業内容で、1947年に株式会社に改組し社名を山水電気に変更した。1950年代からは前園俊彦らと共にオーディオ機器の生産にも乗り出す。
1969年（昭和44年）に海外向けに商品化されたAM-FM 2BANDのレシーバーMODEL5000がベトナム戦地の米軍PX（売店）で大ヒット、オーディオ機器生産・販売へシフトした。なお山水ブランドのトランスの製造・販売・宣伝は、1979年に橋本電気(東京都葛飾区)へ移管された。
米軍PXに依存していたことや、松下電器産業や日立製作所などの大手電機メーカーがオーディオ機器に進出したこともあり、1971年のニクソン・ショック以降は業績が悪化していった。それが故に1970年代から1980年代にかけては、労使対立が続いた。第二組合（約1000人）に対して第一組合（約400人）はより活動的であり、これに目を付けた興信所が、会社側に労働組合委員長を転職させることを持ち掛けて500万円を得た上で、委員長に覚せい剤取引の濡れ衣をきせようとした事件も発生した。この事件の責任を取る形で創業者社長の菊池幸作は1974年に引責辞任した。1977年から1980年にかけては合理化をめぐって労使間で対立が起き、長野事業所から他事業所への配置転換や退職強要は不当として、サンスイ労働組合の組合員が長野県地方労働委員会へ不服を申し立てる事態に陥った。長野県地方労働委員会は1983年（昭和58年）10月、組合員の主張を認める決定を下した。
1980年代のオーディオブーム全盛の頃には、パイオニアやトリオ（現・JVCケンウッド）と並んで「オーディオ御三家」と呼ばれた。特にステレオアンプ技術では名門とされ、JBLの日本総代理店にもなった。1984年（昭和59年）10月期には525億5200万円の売上高を記録した。
その後、オーディオブームの衰退やデジタル化の波などにより経営が悪化。1989年（平成元年）には英国PPI（ポリーペック・インターナショナル）の出資を受け傘下となった。翌年PPIは破綻。1991年に香港セミテックの傘下となる。1993年には財政面を立て直すべく東京都杉並区にあった本社の土地・建物を売却したが、その後も経営は好転せず、1999年にはセミテックが破綻し、香港の嘉域集團有限公司（ザ・グランデ・ホールディングズ・リミテッド）から、財政支援を受けた。その後は本社所在地を転々とした。
2001年には自社の製造拠点がなくなり、音響・映像機器事業からの売上が減少、過去に販売した製品のアフターサービス事業が中心になった。この頃には株価が1円～3円程度で推移し、いわゆる「低位株」銘柄の代表格として個人投資家などの間で有名だった。
2011年（平成23年）5月11日付で、親会社の嘉域集團有限公司が事実上の倒産状態になったことで山水電気の資金繰りが悪化。さらに、親会社の債権が取り立て不可能になったため債務超過に陥った。
2012年（平成24年）4月2日、山水電気は東京地方裁判所に民事再生法の適用を申請した。この時点での負債は約2億4,765万円。民事再生手続きは受理され、同年12月27日付で終結した。しかし、その後も資金繰りの目途がつかず、2014年（平成26年）7月9日には東京地裁より破産手続開始の決定を受けた。負債は約3億5,000万円。
2012年（平成24年）から2021年（令和3年）までドウシシャがSANSUIブランドを使用していた。2021年現在は外部委託により、サンスイの音響製品は再生機（レコードプレーヤー・CDプレーヤー等）・録音機（オープンリールデッキ・カセットデッキ・MDレコーダー等）類、ミニコンポなどを除き、有償でメンテナンス（調整・修理）を受けることが出来る。
山水電気は2018年（平成30年）8月13日に法人格が消滅した。

## 沿革

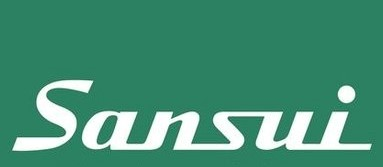
1947年6月から1987年5月まで使用されていた旧CI

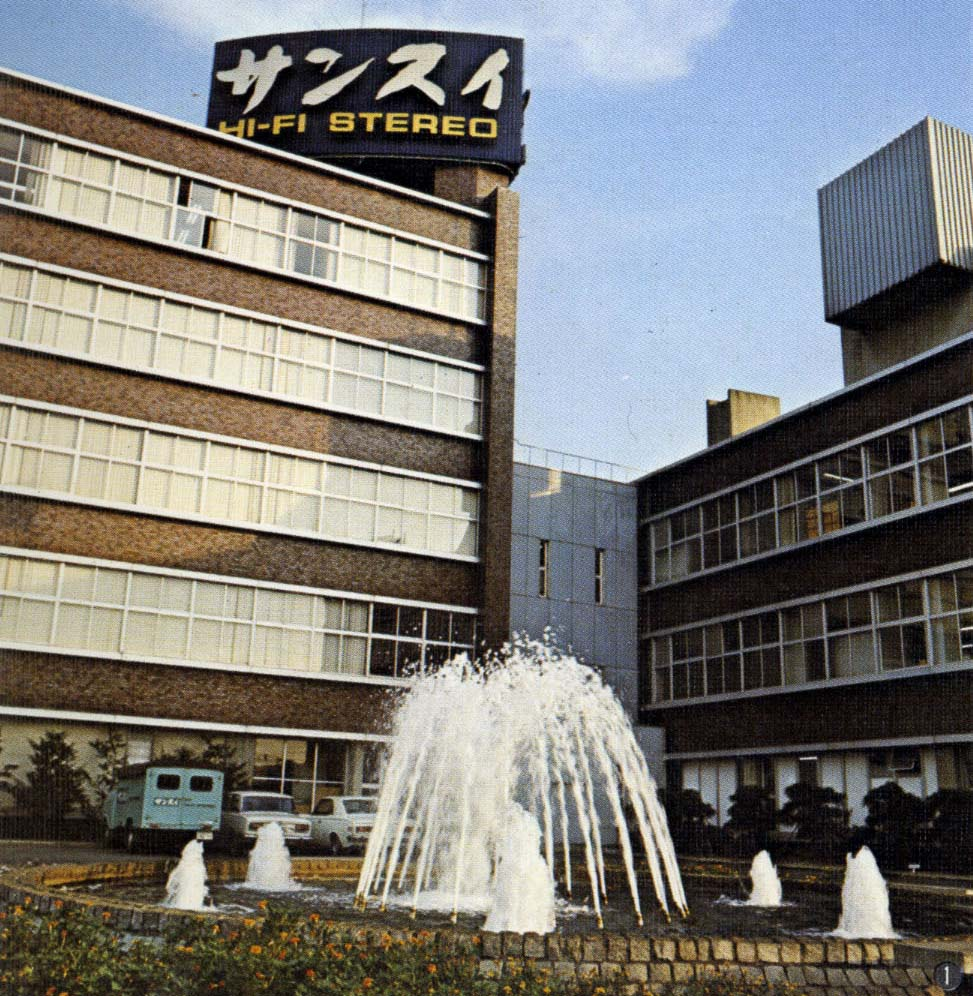
1960年代から1970年代にかけて東京都杉並区にあった本社

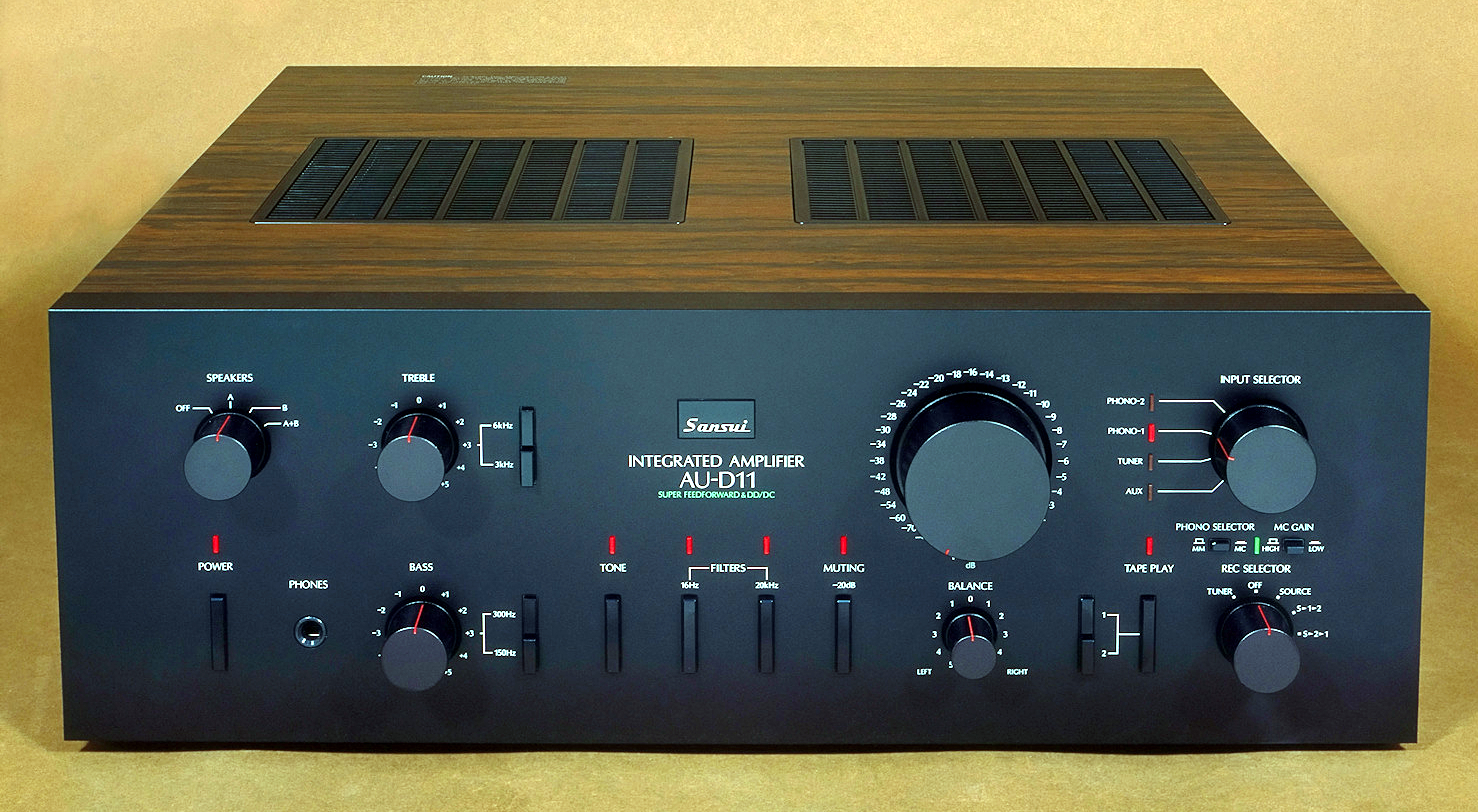
サンスイ製のオーディオプリメインアンプ 「AU-D11」
（1980年に輸出向け専用として発売。同年に発売された日本国内向けの「AU-D707F」に相当する製品）

- 1944年（昭和19年）12月 - 菊池幸作が東京都渋谷区で山水電気製作所を開設
- 1947年（昭和22年）6月 - 山水電気株式会社（資本金18万円）設立[10]
- 1953年（昭和28年）8月 - ステレオアンプの生産を開始
- 1957年（昭和32年）
  - 1月 - 輸出用にプリメインアンプの生産を開始
  - 3月 - 東京都杉並区に本社を移転。
- 1961年（昭和36年）12月 - 東京市場第2部に上場[1]。
- 1970年（昭和45年）3月 - 東京・大阪証券取引所市場第1部に上場[1]
- 1974年（昭和49年）10月　- 藤原慶三が代表取締役社長に就任
- 1986年（昭和61年）
  - 2月　- 伊藤瞭介が代表取締役社長に就任
  - 6月 - 希望退職者の募集に全従業員の4分の1の380人が応募[11]
- 1987年（昭和62年）6月 - 創業40周年に伴い、CIを実施し、ロゴマーク（シンボルマーク）を変更。
- 1989年（平成1年）10月 - ポリーペックインターナショナル(英国)から156億円の出資を受け傘下に入る。[12]
- 1990年（平成2年）4月 - 稲宮達也が代表取締役社長に就任
- 1991年（平成3年）
  - 3月 - 埼玉事業所を売却
  - 12月　- 伊波孝彦 代表取締役社長に就任
- 1992年（平成4年）6月 - セミテック（後のアカイホールディングス・香港）の資本参加を受ける
- 1993年（平成5年）6月 - 東京都杉並区の本社を売却
- 1994年（平成6年）3月　- 東京都府中市に本社を移転、津村哲男 代表取締役社長に就任
- 1995年（平成7年）4月　- 福島県須賀川市に本社を移転
- 1996年（平成8年）2月　- 田巻俊夫が代表取締役社長に就任
- 1997年（平成9年）3月　- 大和弘巳が代表取締役社長に就任
- 1998年（平成10年）3月　- 榎本康一が代表取締役社長に就任
- 1999年（平成11年）4月　- 神奈川県横浜市に本社を移転
- 2000年（平成12年）
  - 2月 - 経営再建策として、全社員88人のうち40人の削減と福島工場の閉鎖を発表[13]
  - 5月　- 東京都小平市に本社を移転
- 2001年（平成13年）
  - 11月 - アカイホールディングスが破綻
  - 11月28日 - 香港の嘉域集團有限公司（英語版）の傘下に入る[1]。
  - 12月 - 福島工場（福島県須賀川市）を閉鎖
- 2002年（平成14年）10月 - 映像情報機器分野へ参入したが採算悪化のため休止
- 2003年（平成15年）4月 - 東京都渋谷区に本社を移転
- 2004年（平成16年）11月 - 子会社、サンスイ・セールス・ピーティーイー・リミテッドを取得
- 2010年（平成22年）
  - 5月 - 子会社、有限会社山水電気SPVの事業を終結
  - 12月 - 大阪証券取引所の上場を廃止
- 2011年（平成23年）
  - 3月31日 - 東京証券取引所が監理銘柄（確認中）に指定[14]
  - 4月28日 - 東証が監理銘柄（確認中）指定解除
  - 8月12日 - 東証が監理銘柄（確認中）に指定[15]
  - 9月15日 - 東証が監理銘柄（確認中）指定解除
- 2012年（平成24年）
  - 3月8日 - 定時株主総会の開催ができない状態に陥り、東証が監理銘柄に指定[16]
  - 4月2日 - 東京地方裁判所に民事再生法の適用を申請。負債総額は2億4,765万円[17]
  - 5月3日 - 上場廃止[1]
  - 5月17日 - 東京都大田区に本社を移転
  - 12月28日 - 再生計画認可確定および再生手続終結
- 2014年（平成26年）7月9日 - 東京地裁より破産手続き開始決定を受けた[3][1]。負債総額は3億5,000万円[3][1]。
- 2018年（平成30年）8月13日 - 法人格消滅。

## 事業所
- 杉並本社
1957年から1993年まで東京都杉並区に所在した本社は、東京都道413号赤坂杉並線（井ノ頭通り）沿いにあった。土地、建物は1993年に売却された後、解体された。現在はヤマト運輸武蔵和泉営業所となっている。
- 渋谷本社
2003年から2012年まで東京都渋谷区に所在した本社は、子会社であった有限会社山水電気SPVが所有していたグランデビルに入居していた。グランデビル自体は2010年に売却されてタゴシンビルへ名称が変更されたが、2012年の本社移転後も法人格消滅まで登記上の本店所在地となっていた。
- 埼玉事業所
埼玉県入間市に存在し、国道463号沿いに所在した同事業所のビルは、往時の自社商品スピーカーボックスを模したデザインであったが、1991年に売却された後、解体された。現在はぐるぐる大帝国入間店とGiGO入間となっている。
- 福島事業所
福島県須賀川市にあった工場は、同社最後の主力工場であった。1995年から1999年まで本社所在地となっていた。工場は2001年に閉鎖され、翌年売却された。現在は旧福島事業所の建物の一部を活用してひばり温泉となっている。
- 静岡事業所
1969年に開設された静岡事業所は、静岡県掛川市の東海道新幹線沿いにあった。土地、建物は1992年に売却された後、解体された。現在はユニ・チャームプロダクツ静岡工場と日東工業掛川工場となっている。
- 長野事業所→埼玉事業所長野製造課
長野県塩尻市に主にスピーカーを製造する生産工場が存在。長野事業所は1980年10月にに閉鎖され、同年11月に旧長野事業所の近隣に埼玉事業所長野製造課を設置したが、こちらも1980年代に閉鎖された[4]。跡地は空き地のままであったが現在は道路となっている。

## 山水電気厚生年金基金
1972年（昭和47年）1月1日、従業員の老後生活の安定を目的に山水電気厚生年金基金が設立された。基金は会社の経営状況と運用環境の悪化により2001年（平成13年）に解散することになったが、110億円にのぼる資産を受給中の退職者と加入社員に分配していた。

## SANSUIブランド
SANSUIのブランドの製品は世界各地で販売されている。2012年ドウシシャがSANSUIブランドの日本国内ライセンスを取得、同ブランドの製品を発表した。その他にも以下の例がある。
- 山水电子（中国、オーディオ機器）[20]
- オリオン電機（アメリカ、映像機器）[21]
- SANSUI MOBILE（中国、携帯電話）[22]
- Sansui Electronics UK Limited（イギリス、オーディオ機器）[23]
- サンスイトランス（日本、変成器）[24]

2013年12月、ドウシシャからSANSUIブランドのVHSビデオカセットプレーヤーが発売された。それに加え安価なミニコンポやCDミニラジカセ、ステレオミニラジカセなどのジェネリック家電も発売された。2021年8月を以ってSANSUIブランドの使用を終了し、同年9月より順次、ORIONブランドに取って代わられた。

## 提供番組
- 夜のヒットスタジオ（フジテレビ） - 番組初期（1968年～1970年代頃まで）に筆頭スポンサーを務めていた。その後ダイハツ工業に交代した。